# فيكتور ماتير
فيكتور ماتير (بالإنجليزية: Victor Mature) هو ممثل أمريكي، ولد في 29 يناير 1913 بلويفيل في الولايات المتحدة، وتوفي في 4 أغسطس 1999 في الولايات المتحدة بسبب ابيضاض الدم.

## أعمال

### أفلام
- (1942) صديقتي سالي[7]
- (1950) شمشون ودليلة
- (1953) الرداء
- (1954) خيانة
- (1968) رأس

## وصلات خارجية
- فيكتور ماتير على موقع IMDb (الإنجليزية)
- فيكتور ماتير على موقع الموسوعة البريطانية (الإنجليزية)
- فيكتور ماتير على موقع ألو سيني (الفرنسية)
- فيكتور ماتير على موقع ميوزك برينز (الإنجليزية)
- فيكتور ماتير على موقع تيرنر كلاسيك موفيز (الإنجليزية)
- فيكتور ماتير على موقع أول موفي (الإنجليزية)
- فيكتور ماتير على موقع قاعدة بيانات برودواي على الإنترنت (الإنجليزية)
- فيكتور ماتير على موقع قاعدة بيانات الأفلام السويدية (السويدية)
- فيكتور ماتير على موقع إن إن دي بي (الإنجليزية)
- فيكتور ماتير على موقع قاعدة بيانات الفيلم (الإنجليزية)